# Yves Zbaeren
Yves Zbaeren, né le 14 juin 1960, est un compositeur, auteur-interprète et formateur suisse

## Biographie
Yves Zbaeren apprend la musique seul avant de commencer une carrière de rock star régionale au sein du groupe de rock progressif "Dying", entre 1974 et 1979. Musicien, pédagogue et animateur, il est également connu comme l'homme au clavier de l'improvisation théâtrale, pour la ligue professionnel, amateur, junior et écolière dans les cantons de Vaud, de Genève, du Valais et de Neuchâtel de 1989 à 2012.
Sa carrière musicale débute vraiment lorsqu'il fonde le groupe "Maladie Honteuz", qui deviendra "Taboo" à l'âge adulte, en 1986, avec lequel il jouera durant 15 ans, de 1980 à 1995. Ils écoulent près de 100 000 albums. Yves Zbaeren met entre parenthèses le rock pour se tourner vers une carrière d'auteur-compositeur sous le pseudonyme de Yves Z, nom sous lequel il signe notamment quatre albums, Aux quatre vents de l'univers en 1998, Léger, en 2003, Pas de tabou en 2014 et Amours secrètes en 2021. Le titre Elle comme vous est joué par RSR la 1ère, Option Musique et SwissPop. En parallèle, il tourne aussi au sein du groupe "The Treatles" en compagnie de Pascal Rinaldi, Laurent Poget et Luigi Galati. Yves Zbaeren est un très grand spécialiste du groupe et est interviewé pour le TJ 19h30 à l'occasion des 40 ans de la mort de John Lennon.
Yves Zbaeren s'est vu remettre le Premier prix Marlboro Rock'In en 1987. Il est également désigné Meilleur artiste Suisse aux Francophonies de Bruges en 1997. En 1994, il est le deuxième artiste suisse le plus joué sur les ondes helvétiques. Il joue au Leysin Rock festival, StGall Open Air et au Montreux Jazz Festival entre autres.
Homme aux multiples facettes, il sort un premier album en anglais Say en 2010 sous le nom de DeLaSar. L'album distribué en Allemagne contient beaucoup de ses compositions, mais aussi un hommage aux précurseurs de la "pop music" que sont les Beatles avec la reprise du morceau "Hey Bulldog". Il réalise un grand nombre de clips pour la promotion de l'album - Tourne en TV - Radio et Concerts dans toute l'Allemagne en 2010 - 2011. En 2019, il publie Live your Life en collaboration avec l'artiste américaine Katt Tait sous le nom de DeLaSar & Katt's Tales. En 2024, Irascible distribue le nouvel album de DeLaSar IN TO enregistré "à la maison" au studio ICP à Bruxelles (Phil Delire) et mixé par Pearse McIntyre aux studios Abbey Road à Londres.
Il publie un double LP-CD "C'est toujours maintenant" avec son groupe MALADIE HONTEUZ. Il se produit au D-Club - au Théâtre 2:21 - à L'Espace Autogéré et de multiples dates en Suisse. En 2020, il publie un double album vinyle MH-UN contenant 16 nouvelles chansons dont le magnifique Collé à la route.
Phonag AG publie TABOO « The whole Story » en coffret 4CD DigiPack  en 2018 - Le titre Life goes on est joué par Option Musique & SwissPop
Il crée "Bourvil  Tendresse" avec Claude  Mordasini et Olivier Forel en 1997 puis les RétroTubes avec Pascal Rinaldi en 2004. Une grande tournée romande est organisée en 2019 Bourvil c'était bien en collaboration avec Pascal Rinaldi, Thierry Romanens, Pierre Aucaigne et Maria Mettral.
Yves Zbaeren a participé à la création musicale de nombreux spectacles mis en scène par la compagnie Confiture (Philippe Cohen) - L'Europe de l'Impro (1996) - Les Exploracteurs (2003) - On vous écrira (2006) - Slama-Cohen-YvesZ. (2011) - Les gens du Québec (2015).
L'agence "Rêves en Stock" a mandaté Yves Zbaeren pour la composition musicale de leur nouvelle comédie musicale Fausses notes et petites frappes inscrite au catalogue des soupers spectacles "Meurtres et Mystères" en 2016.
Yves Zbaeren ne se cantonne pas à la musique. À côté de ses succès musicaux, il a travaillé en effet depuis début 2004 au sein de l'équipe "Radiobus", un projet pédagogique mis en place par la HEP en partenariat avec la Direction générale de l’enseignement obligatoire du canton de Vaud DGEO. Sous la houlette de Denis Badan, un studio radio mobile équipé d’un émetteur FM fait le tour des écoles pour offrir aux élèves une première approche du monde de la radio. Yves Zbaeren a stoppé cette activité en 2014 pour développer de nouveaux projets à la HEP, notamment l'université d'été et d'automne "Namasté" proposant la création d'un réseau radiophonique entre l'Inde et la Suisse (La HEP-Vaud et la Christ University de Bangalore en Inde) ainsi qu'une collaboration autour des TIC avec l’École normale supérieure d'Antananarivo à Madagascar.
NAMASTE est le nom du réseau Radio entre l'Inde et la Suisse qu'Yves Zbaeren met en place avec le soutien de la Direction Générale de l'Enseignement Supérieur (DGES) et la HEP.
Fort de son excellente connaissance de l’Inde, après plus de 25 séjours dans ce pays, ainsi que des dix années d’expérience acquise auprès du projet “Radiobus” (DGEO / HEP), Yves Zbaeren propose cet échange international en didactique et éducation des media débouchant sur un programme d’émissions radio interculturelles entre la Suisse et l’Inde ! Les premières missions ont eu lieu à Bangalore en août 2016 et à Lausanne en octobre 2016 - Le projet reconduit pour 2017 aura lieu au même moment en Inde et en Suisse avec cette année le soutien de l'ambassade Suisse à New Dehli. (Facebook : HEP Radio Namaste)
À la HEP-Vaud, Yves Zbaeren est responsable de module d'intégration du numérique dans la formation des futurs enseignent-es et les accompagne aussi dans leur formation dans le cadre de groupes de séminaires d'intégration. (2014-2024)
Pendant la pandémie de Covid-19, Yves Zbaeren crée la radio WEB "TABOO MUSIC STATION" (TMS).

### Presse
- 24 Heures 2003/04/08
- "Morgiens «clippés» par DeLaSar", Journal de MOrges, 2011/03/25